# Hecht Museum

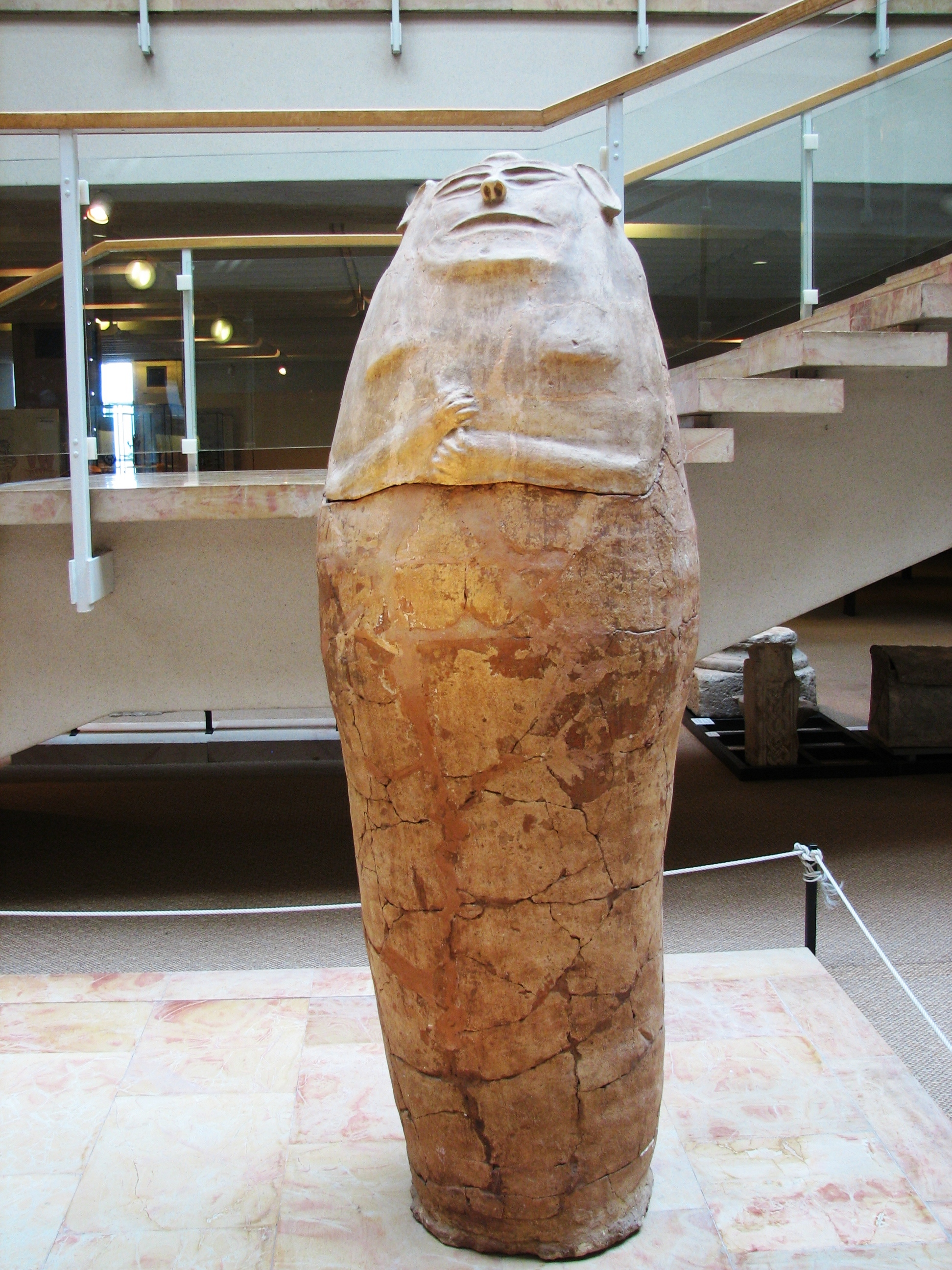
Sarg aus der späten Bronzezeit aus Dair al-Balah

Das Reuben-und-Edith-Hecht-Museum (hebräisch מוּזֵיאוֹן הֶכְט, translit.: Mūzey'ōn Heḵṭ) ist ein archäologisches und kunsthistorisches Museum an der Universität Haifa, Israel.

## Geschichte
Das Hecht Museum wurde im Jahr 1984 von Reuben Hecht, einem israelischen Unternehmer und Mitgründer der Universität Haifa, gestiftet. Die archäologische Abteilung des Museums zeigt Funde von der kanaanitischen Zeit bis zum Ende des byzantinischen Reichs. Die Sammlungen beinhalten überwiegend materielle Kultur der historisch geografischen Region Israel zur Zeit des alten Orients. Hecht war der Auffassung, dass über die Archäologie Zusammenhänge zwischen dem jüdischen Volk und Eretz Israel hergestellt werden können.

## Sammlung

### Archäologie
Die Sammlungsgegenstände zeigen die Geschichte Israels in zeitlicher Abfolge. Ausgestellt werden u. a. Münzen, Gewichte, semitische Siegel, Schmuckgegenstände, Artefakte von Ausgrabungen am Tempelberg, phönizische Metallbearbeitung, Holzbearbeitung, Steingefäße, Glaskunst und Mosaike. Im Museum befinden sich auch die konservierten Überreste eines Handelsschiffs aus dem 5. Jahrhundert v. Chr., das bei Maʿagan Micha’el gefunden wurde.

### Kunst
Die Kunstsammlung des Museums umfasst Gemälde der Schule von Barbizon, des Impressionismus, Post-Impressionismus, sowie jüdische Kunst von Mitte des 19. Jahrhunderts bis zum frühen 20. Jahrhundert. Das Museum zeigt Gemälde von Jean-Baptiste-Camille Corot, Édouard Manet, Claude Monet, Camille Pissarro, Vincent van Gogh, Amedeo Modigliani und Max Liebermann.

## Abbildungen

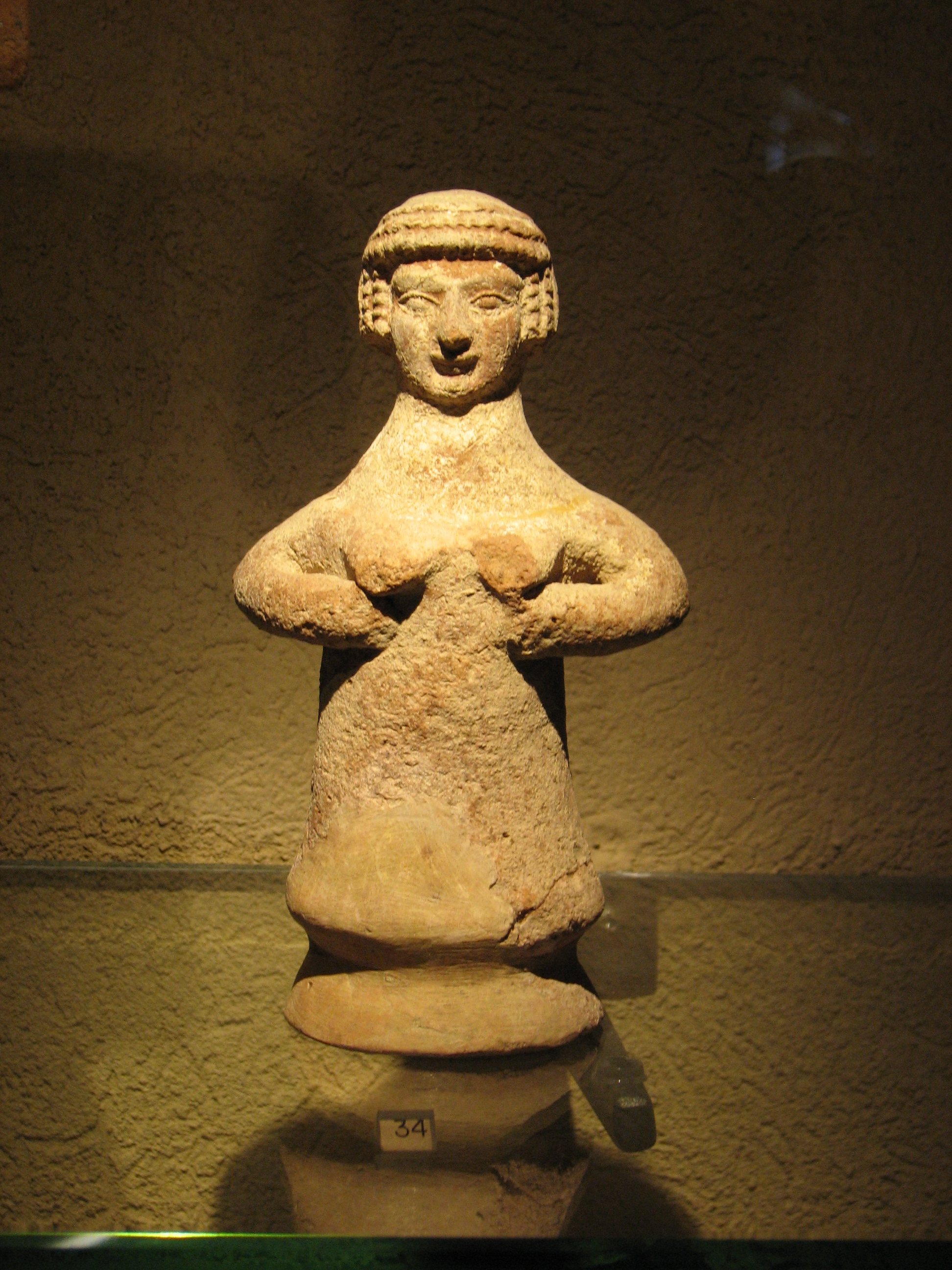
Fruchtbarkeitsidol, Israel
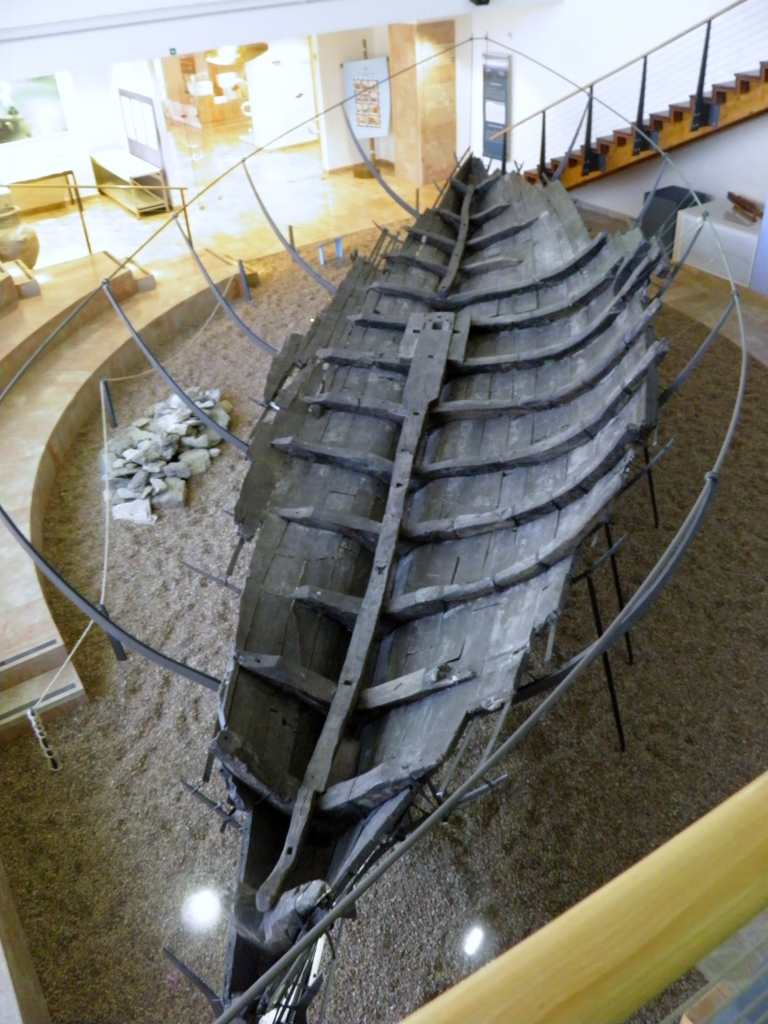
Schiff Maʿagan Micha’el, 5. Jahrhundert v. Chr.
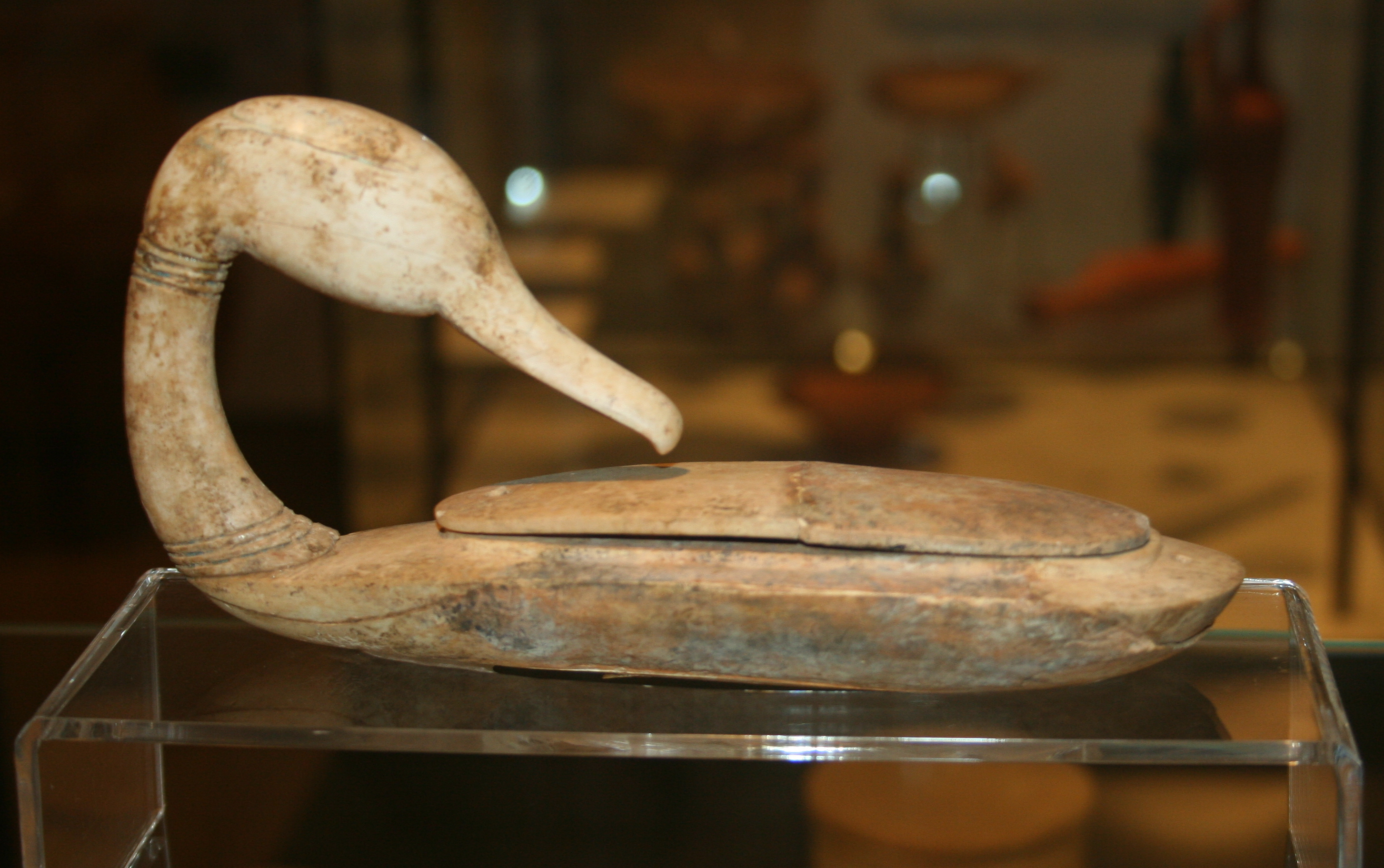
Ägyptische Kosmetikbox
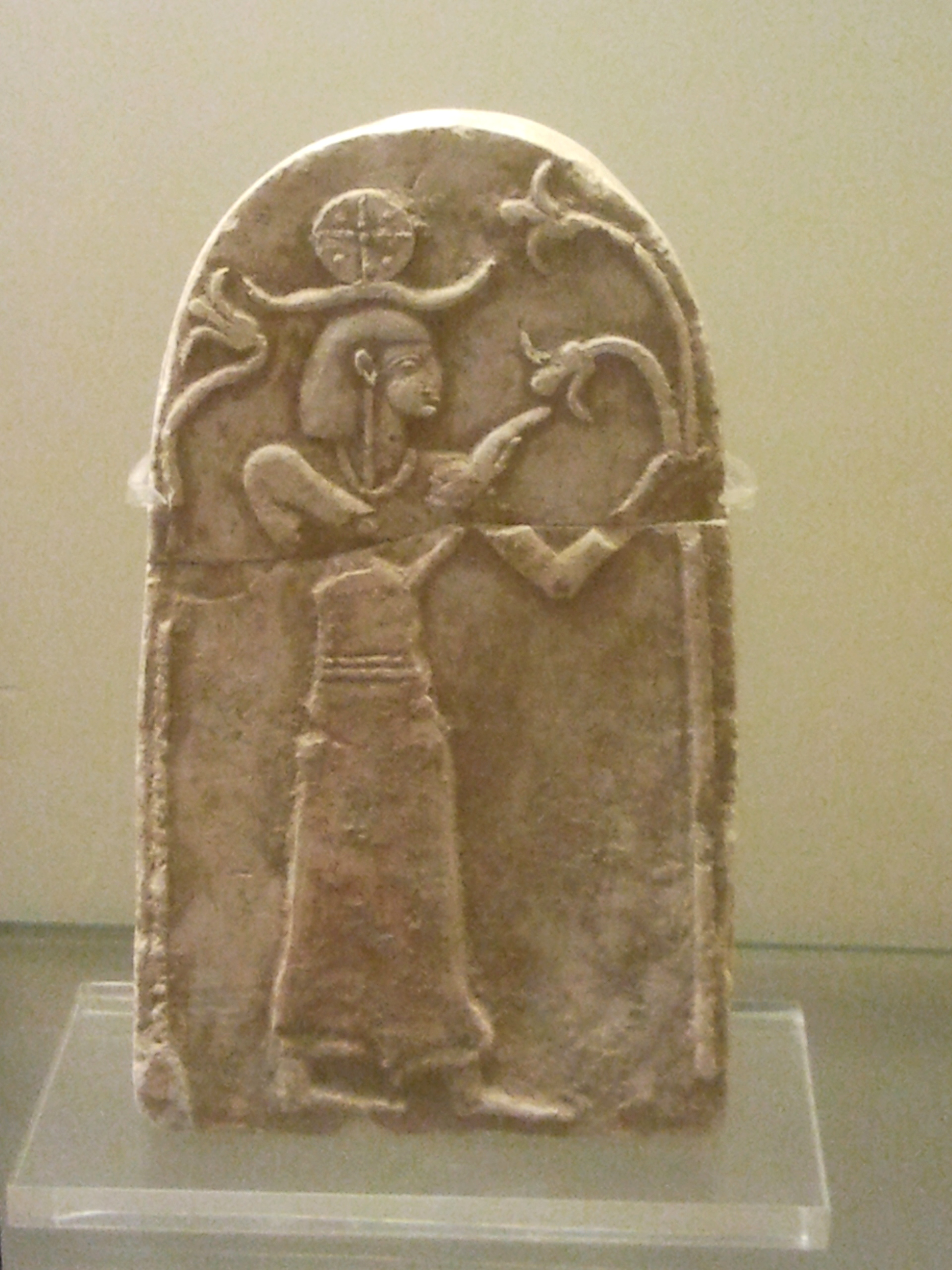
Stele aus Tell Beit Mirsim
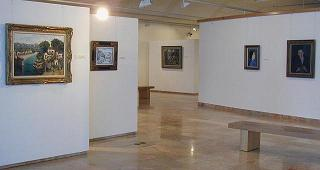
Gemäldesammlung im Hecht Museum